# Emma Plasschaert
Emma Plasschaert (Ostende, 1 de noviembre de 1993) es una deportista belga que compite en vela en la clase Laser Radial. Está casada con el regatista australiano Matthew Wearn.
Ganó cuatro medallas en el Campeonato Mundial de Laser Radial entre los años 2018 y 2024, y tres medallas de bronce en el Campeonato Europeo de Laser Radial entre los años 2018 y 2025.
Participó en dos Juegos Olímpicos de Verano, ocupando el cuarto lugar en Tokio 2020 y el séptimo en París 2024, en la clase Laser Radial.

## Palmarés internacional
| \| Campeonato Mundial \| Campeonato Mundial \| Campeonato Mundial \| Campeonato Mundial \| \| Año \| Lugar \| Medalla \| Clase \| \| ------------------ \| ------------------------ \| ------------------ \| ------------------ \| \| 2018 \| Aarhus (Dinamarca) \| Medalla de oro \| Laser Radial \| \| 2021 \| Al Musanah (Omán) \| Medalla de oro \| Laser Radial \| \| 2022 \| Kemah (Estados Unidos) \| Medalla de bronce \| Laser Radial \| \| 2024 \| Buenos Aires (Argentina) \| Medalla de bronce \| Laser Radial \| \| Campeonato Europeo \| \| \| \| \| Año \| Lugar \| Medalla \| Clase \| \| 2018 \| La Rochelle (Francia) \| Medalla de bronce \| Laser Radial \| \| 2019 \| Oporto (Portugal) \| Medalla de bronce \| Laser Radial \| \| 2025 \| Marstrand (Suecia) \| Medalla de bronce \| Laser Radial \| |                          |                   |              |
| Campeonato Mundial |                          |                   |              |
| Año | Lugar                    | Medalla           | Clase        |
| 2018 | Aarhus (Dinamarca)       | Medalla de oro    | Laser Radial |
| 2021 | Al Musanah (Omán)        | Medalla de oro    | Laser Radial |
| 2022 | Kemah (Estados Unidos)   | Medalla de bronce | Laser Radial |
| 2024 | Buenos Aires (Argentina) | Medalla de bronce | Laser Radial |
| Campeonato Europeo |                          |                   |              |
| Año | Lugar                    | Medalla           | Clase        |
| 2018 | La Rochelle (Francia)    | Medalla de bronce | Laser Radial |
| 2019 | Oporto (Portugal)        | Medalla de bronce | Laser Radial |
| 2025 | Marstrand (Suecia)       | Medalla de bronce | Laser Radial |